# Bohot, Plevna
Bohot (în bulgară Бохот) este un sat în comuna Plevna, regiunea Plevna,  Bulgaria. 

## Demografie
Componența etnică a satului Bohot
     Bulgari (82,51%)
     Romi (11,95%)
     Turci (2,05%)
     Nicio identificare (3,47%)
La recensământul din 2011, populația satului Bohot era de 778 locuitori. Din punct de vedere etnic, majoritatea locuitorilor (82,51%) erau bulgari, existând și minorități de romi (11,95%) și turci (2,05%). Pentru 3,47% din locuitori nu este cunoscută apartenența etnică.